# Lou-Anne Gleissenebner
Lou-Anne Gleissenebner (* 20. Mai 2003 in Monte-Carlo) ist ein österreichisches Model und die Siegerin der 17. Staffel der Castingshow Germany’s Next Topmodel.

## Leben
Gleissenebner wurde 2003 in Monte Carlo geboren. 2006 zog die Familie nach Österreich. Nach der Schule wurde sie Friseurin und Perückenmacherin.
Durch den Sieg bei Germany’s Next Topmodel gewann sie 100.000 Euro, erhielt einen Vertrag über eine Werbekampagne mit einem Make-up-Hersteller und erschien auf dem Cover der deutschen Ausgabe der Harper’s Bazaar. Außerdem war sie nach einem Casting in der Show auf dem Cover von Faces.
Im gleichen Jahr nahm auch Gleissenebners Mutter Martina Gleissenebner-Teskey teil. Auch sie kam bis ins Finale und erreichte den dritten Platz.
Im September 2022 lief Gleissenebner auf der New York Fashion Week für den Designer Christian Siriano. Weitere Modelaufträge waren ein Shooting für die Bunte sowie mehrfache Laufstegbookings auf der Berlin Fashion Week für Marcel Ostertag. Sie lief auf der Frankfurt Fashion Week für das Label Cashmere Victim, hatte ein Shooting für das Sicky Magazine und war auf dem Cover vom iMirage Magazine, Bloggingtales sowie Rebel Magazine. Es folgten Kampagnen für Swarovski sowie Marc Cain.